# Niedzica
Niedzica [ɲeˈd͡ʑit͡sa], (tiếng Slovak: Nedeca, tiếng Đức: Netzdorf, tiếng Hungary: Nedec) là một thị trấn nghỉ mát ở quận Nowy Targ thuộc tỉnh Lesser Poland, Ba Lan, nằm bên bờ hồ Czorsztyn. Nó nổi tiếng với lâu đài Niedzica, còn được gọi là Lâu đài Dunajec, một trung tâm quan trọng của mối quan hệ Ba Lan - Hungary được xây dựng từ những năm 1320 đến 1326 trên nền móng của một khu vực chim đậu thời tiền sử. Ban đầu, ngôi làng gần như chỉ có người dân tộc Slovakia (một phần của Hungary, từ năm 1939 đến năm 1945 thuộc về Slovakia) vào năm 1920 và một lần nữa vào năm 1945 trực thuộc Ba Lan. Thị trấn nằm khoảng 6 kilômét (4 mi) phía đông bắc của Łapsze Niżne, 21 km (13 mi) về phía đông của Nowy Targ và 75 km (47 mi) phía nam thủ đô khu vực Kraków.
Niedzica đã phát triển thành một điểm du lịch nổi tiếng do kết quả của việc xây dựng con đập trên sông Dunajec trong khoảng thời gian 1975-1997. Các cơ sở gần trung tâm thị trấn bao gồm: cửa khẩu biên giới với Slovakia (khoảng cách vào tầm 2 km), khách sạn Pieniny, khu phức hợp căn hộ du lịch "Pod Taborem", Phòng triển lãm và bến thuyền để đi bè dọc theo hẻm núi sông Dunajec đến thị trấn nghỉ mát Szczawnica.

Đây là một trong 14 ngôi làng thuộc vùng Ba Lan thuộc vùng lịch sử Spiš (tiếng Ba Lan: Spisz). Nó được đề cập lần đầu tiên trong một tài liệu bằng văn bản vào năm 1320 với tên gọi là biệt thự Nisicz.

## liên kết ngoài
- Cộng đồng Do Thái ở Niedzica trên Virtual Shtetl